# Kloster Worbis

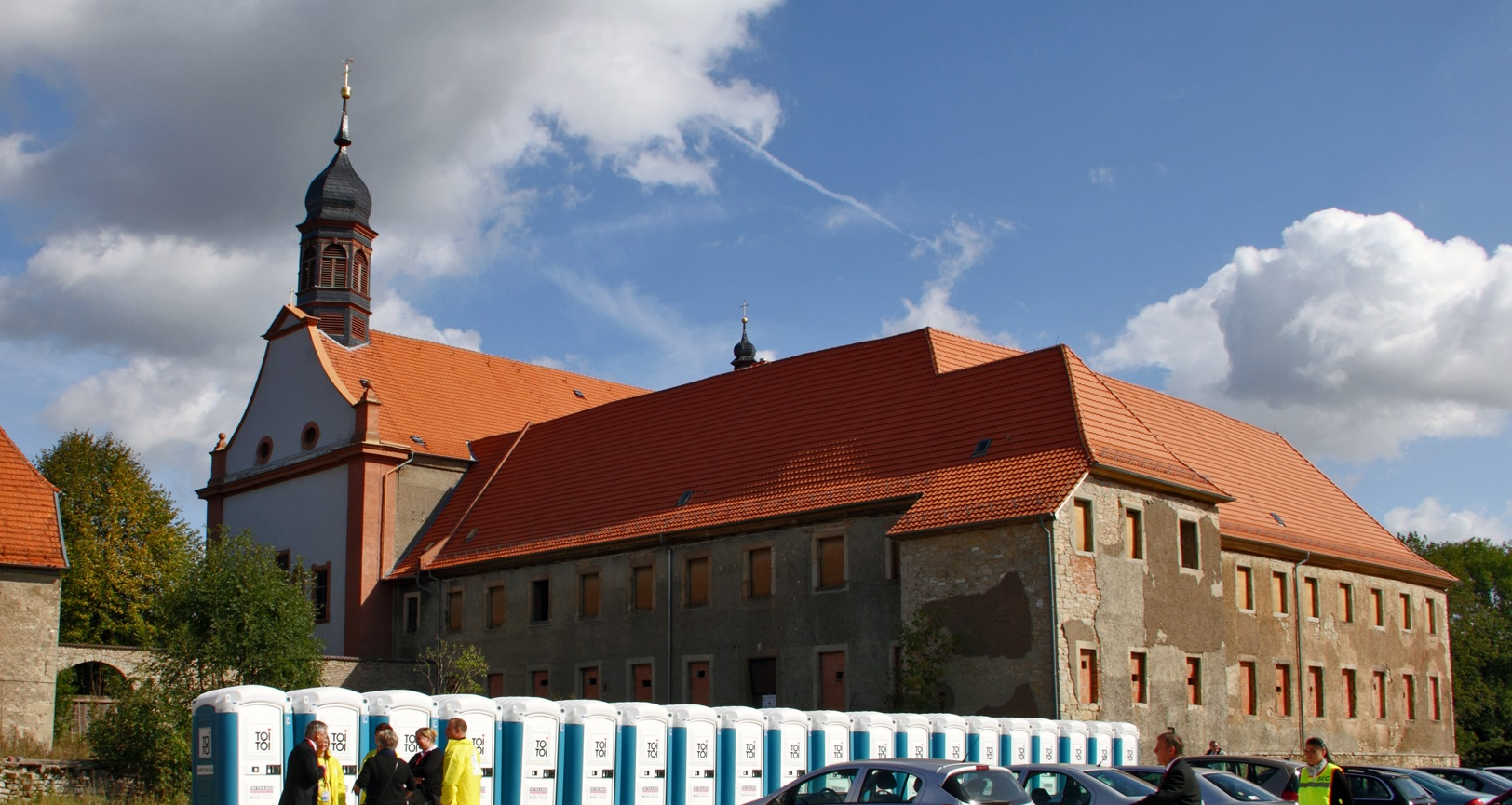
Kloster Worbis mit Antoniuskirche am Tag des Papstbesuchs im Eichsfeld, 23. September 2011

Das Kloster Worbis war von 1311 bis 1540 ein Kloster der Zisterzienserinnen und von 1667 bis 1824 der Franziskaner in Worbis in Thüringen.

## Geschichte

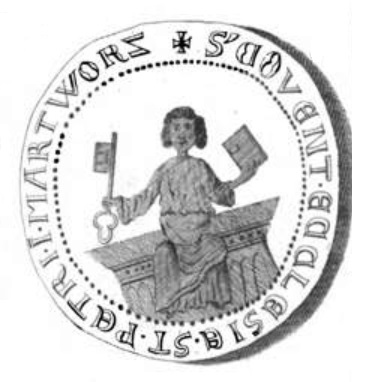
Nachzeichnung (1753) eines Abdrucks des Siegels des Zisterzienserinnenklosters St. Petri auf einer Urkunde von 1357. Das Bild des Apostels Petrus mit Schlüssel und Evangelienbuch am Altar der Petrikirche umgibt die Beschriftung: S[IGILLVM] CO[N]VENT[VS] ECCLESIE S[ANC]T[I] PETRI I[N] MAR[CH]TWOR[BE]Z[E] – „Siegel des Klosters der St.-Petri-Kirche in Marktworbis“.

### Zisterzienserinnenkloster Worbis
Friedrich Graf von Beichlingen (* 1280) stiftete 1311 bei der bereits bestehenden St.-Petri-Kirche in Worbis das Zisterzienserinnenkloster St. Petrus, das von den Klöstern Beuren und Anrode besiedelt wurde. Erste Äbtissin war Bertradis und erste Priorin Helmburgis. Das Kloster erwarb im Laufe der Zeit einige Güter: ein Gut in Ritterbach (abgekauft von Ludolf von Gerterode), eine Mühle, den Zehnten von Eidingerode bei Duderstadt (von den Grafen von Lutterberg mit Einverständnis der Äbtissin von Quedlinburg), mehrere Höfe und Hufen sowie eine große Wiese in Worbis und Breitenbach (von Conrad und Heinrich von Segel mit Einverständnis des Grafen von Beichlingen), den Sifferteröder Grund für die Anlage von Fischteichen. Im 15. Jahrhundert erfolgten Visitationen des Klosters wegen Sittenverfall und anderer Widrigkeiten. Insgesamt war Worbis eher ein armes Kloster und erbat schließlich 1521 die Erlaubnis beim Erzbischof, Almosen zu sammeln. 1525 wurde das Kloster im Bauernkrieg zerstört und 1540 offiziell aufgelöst.

### Franziskanerkloster Worbis
1667 wurde es von den Franziskanern neu besiedelt und bestand bis 1824. Von 1668 bis 1670 erfolgten zunächst Umbauarbeiten am Klostergebäude. Unter Mitwirkung des Baumeisters Antonio Petrini entstand danach die 1678 geweihte und 1765 barock umgebaute und von den Franziskanern Br. Cornelius Schmitt (beauftragter Baumeister), Br. Hyazinth Wiegand aus Gerstengrund in der Rhön (stellv. Baumeister, „Schrinner“/Schreiner, Gestaltung der Kanzel und weiterer Innenausstattungen) und Br. Wenzeslaus Marx aus Leitmeritz an der Elbe (geb. 28. September 1711, gestorben am 3. Oktober 1773 im Alter von 62 Jahren im Kloster Worbis, Schöpfer der franziskanischen Heiligenfiguren) restaurierte Klosterkirche St. Antonius, noch heute ein Juwel des Eichsfelds und jährlich im Juni Ziel der Antoniuswallfahrt. Ab 1670 diente das Kloster in Worbis auch der Ausbildung der Ordenspriester, u. a. aus der Franziskanerprovinz „Thuringia“ (Zentrale Hammelburg bzw. Limburg). Viele Padres des Klosters wurden als aushelfende Seelsorger in den Dörfern des Eichsfeldes eingesetzt. Mit der Inbesitznahme des Eichsfeldes (gehörte bis zum Reichsdeputationsschluss 1802 zum Erzbistum Kur-Mainz) durch das Königreich Preußen wurde das Kloster nicht sofort geschlossen, sondern dürfte keine neuen Mitglieder mehr aufnehmen. 1824 wurde das Kloster schließlich aufgehoben, die wenigen verbliebenen Padres durften noch weiterhin in den Klostergebäude wohnen. Die Klosterkirche wurde der katholischen Gemeinde Worbis übertragen.

### Zwangsarbeitslager Worbis
Mit der Kabinettsorder zur Aufhebung des Klosters wurde gleichzeitig die Einrichtung einer Landarmen- und Krankenanstalt für die Kreise Worbis, Heiligenstadt und Mühlhausen festgelegt. 1832 erfolgte die Finanzierungszusage für die Landarmen-, Arbeits- und Krankenanstalt und ein Jahr später die Planung einer Zwangsarbeitsanstalt für arbeitsscheue Bettler und Vagabunden durch den Oberpräsidenten der Provinz Sachsen und die Regierung in Erfurt. Die Kosten der Unterhaltung sollten die drei Kreise tragen, sowie Einnahmen der Anstalt, Kostgelder und weiterer Zuwendungen. Eröffnet wurde die Zwangsarbeitsanstalt am 1. September 1838, sie war für 70 männliche und 30 weibliche Insassen ausgelegt. Der Bezirk erstreckte sich über die Kreise Worbis, Heiligenstadt (ohne Stadt Heiligenstadt) und Mühlhausen (ohne Stadt Mühlhausen). Aufsichtsbehörde waren die Kreisversammlungen der 3 Kreise und in deren Auftrag der Landrat des Kreises Worbis. Als ständische Anstalt wurde sie durch Kommission von Vertretern der Landkreise unterstützt. Die Oberaufsicht erfolgte über Regierung in Erfurt. Bereits ab 1846 gab es Bestrebungen der örtlichen Behörden, die Anstalt schließen zu lassen. Infolge der allgemeinen Unruhen im März des Jahres 1848 wurde die Zwangsarbeitsanstalt von Bürgern der Stadt Worbis und umliegender Dörfer gestürmt und anschließend geschlossen.

### Nachnutzung von 1848 bis heute
Von 1863 bis 1994 waren in den Gebäuden das Amtsgericht Worbis (später Kreisgericht) und das Notariat untergebracht. Nach grundlegenden Umbau- und Sanierungsarbeiten sollen hier Teile der Stadtverwaltung Leinefelde-Worbis einziehen. Von den ursprünglich mittelalterlichen Gebäuden sind nur noch Reste des Kreuzganges und des Brunnenhauses vorhanden.

### Handbuchliteratur
- Gereon Christoph Maria Becking, Zisterzienserklöster in Europa, Kartensammlung, Lukas Verlag Berlin 2000, ISBN 3-931836-44-4, Blatt 54B.
- Sebastian Brunner: Ein Cistercienserbuch. Verlag von Leo Woerl, Würzburg 1881, S. 644–645 (Textarchiv – Internet Archive).
- Bernard Peugniez, Guide Routier de l’Europe Cistercienne, Straßburg, Editions du Signe, 2012, S. 502.
- Peter Pfister, Klosterführer aller Zisterzienserklöster im deutschsprachigen Raum, 2. Auflage, Lindenberg, Kunstverlag Josef Fink, 1998, S. 514.